# Alain D’Hooghe
Alain d'Hooghe (Brussel·les, Bèlgica, 1955) és un dels grans experts europeus en fotografia. És fundador i copropietari de la Box Galerie a Brussel·les, fou l'impulsor el 1983 de la històrica revista Clichés per a la creació fotogràfica, fou també editor de la revista de fotografia documental Thèmes i professor d'història de la fotografia a la Universitat Charles de Gaulle de Lilla, a més de ser el comissari de nombroses exposicions de fotografia. En aquests moments és vicepresident de la Fundació Toni Catany.

## Publicacions
- Le Désir du Maroc (Marval, 1999), amb Tahar Ben Jelloun  (prefaci) i Mohamed Sijelmassi.
- Les Trois grandes égyptiennes (Marval, 1999), amb Bruwier.
- Franck Christen, (Actes Sud, 2001).
- Aveuglément, D'Hooghe, Alain & Turine, Gael. (auteur), (Nathan, 2001).
- Kertész. Made In Usa (Pc Editions, 2003).
- Norbert Ghisoland: fragments de vies ordinaires (Lettre volée, Bruxelles, 2002).
- L'Afrique Par Elle-Même : Un Siècle de Photographie Africaine, per Bouttiaux, Anne-Marie ; Alain D'Hooghe ; Pivin, Jean-Loup (Auteur), (Revue Noire, 2003).
- Clemens Kalischer, Des Villes Et Des Champs (Marval, 2004).
- Odalisques; Promenade Alanguie À travers L'Histoire De La Photographie (Yeuse, 2004).